# Karsten (geslacht)
Karsten is een monotypisch geslacht van straalvinnige vissen uit de familie van de Gobiidae. De wetenschappelijke naam van het geslacht werd in 2002 voorgesteld door Edward O. Murdy om er de soort Gobioides totoyensis Garman, 1903 in te plaatsen.

## Soorten
- Karsten totoyensis (Garman, 1903)